# NS3

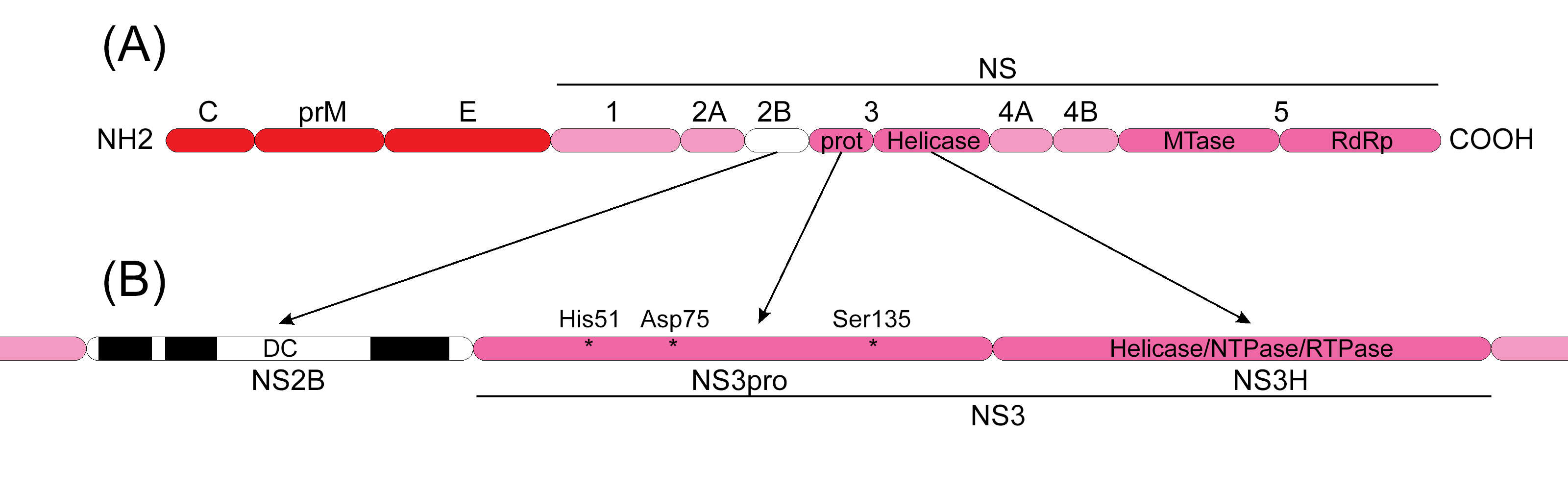
Esquema do genoma do DENV. (A) Em vermelho estão representados os genes codificadores das proteínas estruturais do vírus: C, prM e E. Em rosa estão representados os genes codificadores das proteínas não estruturais do vírus. Os domínios de protease e helicase da NS3 e os domínios de S-adenosilmetionina metiltransferase (MTase) e RNA polimerase (RdRp) da NS5 estão indicados. (B) As regiões hidrofóbicas flaqueando o domínio cofator da NS2B estão indicadas em preto. DC: domínio cofator. O domínio de protease com sua tríade catalítica indicada por * e o domínio de RTPase/NTPase/Helicase da NS3 estão indicados. Informações retiradas de QI, et al. ABBS (2008). 40 (2): 91-101. Imagem feita por Davidson de Almeida.

NS3 é uma das proteínas não estruturais do vírus da dengue. Com ~618 aminoácidos, é a segunda maior proteína sintetizada pelo vírus. Possui quatro atividades enzimáticas: serino protease, NTPase, helicase e RTPase, sendo a primeira exercida pelos 180 últimos resíduos da região amino-terminal e as outras três exercidas por resíduos da região carbóxi-terminal.
A atividade de serino protease tipo tripsina (apesar de, diferente da tripsina, ter preferência por resíduos básicos como Arginina e Lisina [Arg-Lys*Ser/Gly]) é catalisada por uma tríade catalítica formada pelos resíduos His-51, Asp-75, e Ser-135. Exige como cofator a proteína NS2B. O complexo NS2B-NS3 cliva a poli-proteína viral dentro da região das proteínas C, NS2A, NS4A e na região C-terminal da NS3. A poli-proteína também é clivada pela NS2B-NS3 entre as proteínas NS2A/NS2B, NS2B/NS3, NS3/NS4A e NS4B/NS5. Em todos esses sítios, são encontradas sequências de dois resíduos básicos consecutivos (Arg-Arg, Lys-Arg ou Arg-Lys [excepcionalmente Gln-Arg na junção NS2B/NS3]), após os quais ocorre a clivagem, seguidos de um resíduo de cadeia curta (por exemplo: Glicina, Serina ou Alanina). Essas reações ocorrem no citoplasma. Acredita-se que outros sítios da poli-proteína são clivados por enzimas da célula hospedeira.
A função da sua atividade como helicase é desenrolar os ácidos nucleicos em dupla-fita durante a replicação do RNA viral, uma atividade dependente de energia. Essa energia é fornecida pela hidrólise de ATP catalisada pela mesma região da proteína, caracterizando a NS3 como uma NTPase. A região C-terminal da NS3 exerce ainda atividade RTPásica, removendo um fosfato do final 5’ da fita de RNA viral recém sintetizada, possibilitando o capeamento 5’ do genoma. Provavelmente essa atividade RTPásica é catalisada pelo mesmo sítio que exerce atividade NTPásica, e ambas as atividades, assim como a atividade de helicase, são dependentes de Mg+2. Após a remoção do grupo fosfato pela NS3, o capeamento é continuado pela proteína NS5, que adiciona uma molécula de GTP à fita de RNA (criando uma ponte trifosfato) e metila o sétimo átomo de nitrogênio da guanina.
Essas atividades enzimáticas tornam a NS3 essencial para a replicação do RNA, do processamento pós-traducional da poliproteína e da replicação e maturação dos vírions, sendo um possível alvo terapêutico por meio de inibidores dessa protease. Apesar de inibidores comuns de serino proteases não funcionarem ou apenas funcionarem em altas concentrações, descobriu-se que a aprotinina, uma pequena proteína pancreática bovina inibidora de tripsina, é capaz de impedir o acesso do substrato ao sítio ativo da dessa protease envelopando a enzima.